# Marlain Angelidou
Marlain Angelidou (griechisch Μαρλέν Αγγελίδου, eigentlich Marlen Angelidi Μαρλέν Αγγελίδη, * am 6. September 1978 in Athen) ist eine griechische Sängerin. Sie besitzt die griechische, zypriotische und britische Staatsbürgerschaft.

## Biografie
Angelidou wurde 1978 in der griechischen Hauptstadt Athen geboren. Ihr Vater ist Zyprer, ihre Mutter ist Halb-Zypern-Griechin und Halb-Schottin. Mit fünf Jahren zog ihre Familie nach Venezuela, dann schließlich nach Belgien und nach Zypern, wo sie auch noch als Teenager lebte. Heute lebt sie in ihrer Geburtsstadt Athen, während ihre Mutter und ihre Geschwister auf Zypern leben.
1998 war sie mit Alexandros Panayi und dem Titel Fterougisma in der zyprischen Vorentscheidung zum Eurovision Song Contest zu sehen, erreichte allerdings nur Platz zwei. Ein Jahr später konnte sie mit dem Titel Tha’ne erotas in der Vorentscheidung überzeugen und durfte zum internationalen Wettbewerb nach Jerusalem reisen. Dort konnte sie sich, trotz einer gewissen Favoritenrolle, nur auf dem 22. Platz bei 23 Teilnehmern platzieren. 
1999 und 2000 war sie vornehmlich in Musicals in London zu sehen.
Anfang 2003 wurde Hi-5 gegründet, und Angelidou wurde ein Mitglied dieser Girlgroup, die sich im Februar 2005 wieder auflöste. Danach wandelte sie auf Solo-Pfaden.
2007 wurde bekannt, dass sie 2008 wieder an der Vorentscheidung in Zypern teilnehmen würde. Mit Rejection (Set Me Free) erreichte sie Platz drei, mit weitem Rückstand auf Nicolas Metaxas (Platz zwei) und Evdokia Kadi (Platz eins). Sie schrieb das Lied Mr. Uptight One Night Stand für den Vorentscheid 2009, an dem sie mit diesem Beitrag teilnahm.